# Saint-Maurice-sur-Aveyron
Saint-Maurice-sur-Aveyron település Franciaországban, Loiret megyében. Lakosainak száma 842 fő (2022. január 1.). Saint-Maurice-sur-Aveyron Melleroy, Aillant-sur-Milleron, La Chapelle-sur-Aveyron, Le Charme, Châtillon-Coligny és Charny Orée de Puisaye községekkel határos.

## Népesség
A település népessége az elmúlt években az alábbi módon változott:
| Lakosok száma | 915  | 809  | 721  | 859  | 855  | 859  | 865  | 856  | 852  | 842  |
|               | 1968 | 1982 | 1990 | 2006 | 2013 | 2015 | 2017 | 2019 | 2020 | 2022 |